# François Sudre
Jean-François Sudre (1787-1862) fue un músico, autor e inventor francés. Es conocido por haber desarrollado el lenguaje artificial Solresol, basado en las notas musicales, y por patentar el sudréfono.

## Biografía
Después de estudiar en el Conservatorio de París, donde era alumno de François-Antoine Habeneck y de Charles-Simon Catel, abrió una escuela de música en Toulouse, y en 1822, abrió una tienda de música en París.